# Жафяров, Акрям Жафярович
Акрям Жафярович Жафяров (род. 27 марта 1939 года) — советский и российский учёный, педагог и математик, член-корреспондент РАО (1992).

## Биография
Родился 27 марта 1939 года в с. Антяровка Краснооктябрьского района Горьковской области.
В 1963 году — окончил физико-математический факультет Арзамасского государственного педагогического института, специальность «Физика и математика», квалификация: Учитель физики и математики средней школы.
С 1962 по 1969 годы — работал учителем математики в средней школе.
С 1969 года — работает в Новосибирском государственном педагогическом университете: аспирант, старший преподаватель, заведующий кафедрой геометрии и методики преподавания математики, проректор по научной работе (1981—2009), также является профессором Института математики и информатики Северо-Восточного федерального университета имени М. К. Аммосова.
В 1992 году — избран членом-корреспондентом Российской академии образования, состоит в Отделении общего среднего образования.

## Научная деятельность
Сфера научных интересов: развитие высшего педагогического образования, преподавание математики в средней и высшей школе.
Автор и соавтор более 260 работ общим объёмом 893 п.л., в том числе 12 монографий; 115 учебников и учебных пособий, задачников и методических рекомендаций; 84 статьи; 32 ЭВМ-учебника и программ; 9 концепций, 9 учебных планов и 11 авторских учебных программ по усовершенствованию системы непрерывного образовани.
Под его научным руководством защищены 40 кандидатских и докторских диссертаций.

## Награды
- Заслуженный работник высшей школы Российской Федерации (1999)[1]
- Почётный работник высшего профессионального образования Российской Федерации
- Благодарность Президента Российской Федерации (2014)[2]
- Знак отличия Республики Саха (Якутия) «Гражданская доблесть» (2009)
- Кавалер Золотого Почетного знака «Достояние Сибири» в номинации «Наука и образование» (2010)